# Непомнящий Валерій Кузьмович
Валерій Кузьмович Непомнящий (рос. Валерий Кузьмич Непомнящий, нар. 7 серпня 1943, Славгород) — радянський футболіст, що грав на позиції захисника. По завершенні ігрової кар'єри — тренер та функціонер.
Непомнящий є першим тренером у світі, кому вдалося дійти до чвертьфіналу чемпіонату світу з африканською командою.

## Кар'єра

### Рання кар'єра
Виступав нападником за юнацьку збірну Туркменістану, самаркандський «Спартак», команду Ашгабатського інституту фізкультури. Завершив кар'єру через проблеми зі здоров'ям у віці 25 років.
В 1969 році закінчив Туркменський державний університет.
Тренерську кар'єру розпочав старшим тренером футбольної школи спорткомітету Туркменії 1970—1978, 1983—1988. В 1979, 1982—1983 роках був тренером ашгабадського «Колхозчі».
У 1984 році, коли перебував на курсах підвищення кваліфікації в Москві, в Управлінні його запитали — чи не бажає він працювати за кордоном. Непомнящий відповів ствердно. Після цього йому періодично дзвонили в Ашгабад і повідомляли, що планують відправити у Алжир, Туніс, Суринам, але ці плани постійно зривалися.

### Робота в Камеруні
У 1988 році прийшов виклик з Камеруну, в результаті якого Непомнящий відправився в Африку. За власним визнанням французької мови він не знав і доводилося спілкуватися через перекладача.
Непомнящий був упевнений, що їде приймати молодіжну команду країни. Однак на місці з'ясувалося, що у національної збірної Камеруну немає головного тренера. У підсумку він очолив основну збірну в жовтні 1988 року. Контракт був підписаний на два роки. Це означало, що радянському спеціалісту довелося готувати підопічних до майбутнього чемпіонату світу в Італії.
Команда Непомнящего не без труднощів пройшла відбірковий етап мундіалю: путівка у фінальний турнір була здобута лише в заключній кваліфікаційній грі зі збірною Нігерії. На чемпіонаті світу збірна Камеруну під керівництвом Непомнящего в першому ж матчі у Мілані створила сенсацію — завдяки єдиному голу Франсуа Омам-Біїка був переможений чинний чемпіон світу збірна Аргентини під проводом Дієго Марадони. У наступному матчі камерунці обіграли румунів з рахунком 2:1. Обидва м'ячі були на рахунку «старого чаклуна» Роже Мілла. В третьому матчі, що вже нічого не вирішував, камерунці поступилися збірній СРСР з рахунком 0:4 і з першого місця вийшли до 1/8 фіналу, де переграли ще одну південноамериканську збірну — команду Колумбії під проводом Карлоса Вальдеррами і Рене Ігіти. Підсумок — 2:1, і обидва м'ячі знову були на рахунку Мілли. І лише в 1/4 фіналу в Неаполі камерунці у впертій боротьбі у додатковий час поступилися збірній Англії з рахунком 2:3, хоча ще за 8 хвилин до кінця основного часу вели 2:1, але потім Гарі Лінекер забив 2 м'ячі з пенальті на 83-й і 105-й хвилинах. Таким чином, камерунці стали першою африканською збірною, якій вдалося дійти до чвертьфіналу чемпіонату світу. У пам'ять про досягнення Валерія Кузьмовича в Яунде з'явилися вулиця Валері і бар «Непо». У листопаді 1990 року, після закінчення контракту, Непомнящий виїхав з Камеруну.

### Після Камеруну
В подальшому Непомнящий працював головним тренером у турецьких «Генчлербірлігі» (1992/93) та «Анкарагюджю» (1993/94). У 1992 році Непомнящий запрошує працювати в «Генчлербірлігі» Курбана Бердиєва.
У 1994 році прийняв південнокорейський «Пучхон Юкон», який тренував до 1998 року. Потім працював головним тренером в Китаї, очолював «Шеньян Хайши» (2000), «Шаньдун Лунен» (2002—2003), «Шанхай Шеньхуа» (жовтень 2004 — листопад 2005). У 2001-02 працював в японському клубі «Санфречче Хіросіма».
У Росії, в 1999 році, під час перерви в тренерській кар'єрі зі східними клубами, був тренером-консультантом ставропольського «Динамо», що виступало у першому дивізіоні.

### В Узбекистані
23 січня 2006 року Валерій Непомнящий очолив збірну Узбекистану, підписавши з Федерацією футболу Узбекистану дворічний контракт з можливістю продовження ще на два роки у разі завоювання путівки на Кубок Азії 2007 року. 24 січня стало відомо про те, що аналогічний за терміном контракт російський тренер уклав і з чинним чемпіоном Узбекистану «Пахтакором». Колишній виконувач обов'язки головного тренера Равшан Хайдаров увійшов у тренерський штаб Непомнящего, а згодом став його наступником як головний тренер.
22 лютого збірна Узбекистану стартувала у відбірковому турнірі Кубка Азії 2007 розгромною перемогою над командою з Бангладеш (5:0).
1 березня Узбекистан під керівництвом Непомнящего зазнав своєї єдиної поразки у відбірковому турнірі, поступившись збірній Катару в гостях (1:2).
17 травня, зігравши на своєму полі внічию (2:2) з лідером групи A Ліги чемпіонів АФК кувейтською «Аль-Кадісією» і зайнявши з підсумковими 10 очками друге місце з мінімальним відставанням від першого, «Пахтакор» вибув з турніру. В цілому під керівництвом Непомнящего ташкентський клуб у Лізі чемпіонів АКФ 2006 здобув три перемоги (з 2:0 над сирійським «Аль-Іттіхадом» і 2:0 і 3:1 над іранським «Фуладом»), один матч зіграв внічию (вказаний, вирішальний) і зазнав дві поразки (гостьові 1:2 від «Аль-Кадісії» і 1:2 від «Аль-Іттіхада»).
2 липня у другому матчі 1/4 фіналу Кубка Узбекистану «Пахтакор» розгромив бекабадський «Металург» (6:0; перший матч — 4:1) і вийшов у півфінал.
17 серпня 2006 року Непомнящий покинув «Пахтакор», а на початку осені у зв'язку із проблемами зі здоров'ям подав прохання про відставку з посади головного тренера збірної Узбекистану, вирішивши в результаті почекати і допрацювати до закінчення відбіркового турніру Кубка Азії. 11 жовтня, після двох поспіль нічиїх у серпневому і вересневому матчі з гонконзькою збірною (2:2 вдома і 0:0 в гостях), Узбекистан вдруге розгромив збірну Бангладеш (4:0 в гостях). У заключній грі кваліфікації 15 листопада підопічні Непомнящего обіграли команду Катара (2:0 вдома) і, зайнявши у своїй відбірковій групі друге місце після катарців, гарантували собі участь у фінальному турнірі Кубка Азії 2007 року.
17 листопада 2006 року Валерій Непомнящий пішов у відставку з посади головного тренера збірної Узбекистану з офіційним формулюванням «за станом здоров'я».

### В Росії
З вересня 2008 року — головний тренер «Томі». 19 вересня 2011 року Непомнящий покинув «Том» після домашньої поразки від «Краснодара» з рахунком 0:4. Саме в «Том» до Непомнящего любили відправляти молодих гравців ЦСКА, «Зеніт» та «Спартак». Наприклад, Артем Дзюба — один з тих гравців, який розкрився завдяки Непомнящому.
19 червня 2012 року був призначений радником президента ЦСКА зі спортивних питань. 19 січня 2014 року став асистентом головного тренера Леоніда Слуцького і залишився радником президента, проте вже 9 квітня 2014 року покинув клуб, щоб зайняти одну з керівних посад у футбольному клубі «Том».
10 квітня 2014 року Валерій Непомнящий повернувся до «Томі» в ролі радника президента клубу. 20 серпня 2014 року призначений головним тренером «Томі». 25 червня 2015 року керівництво «Томі» продовжило контракт з Валерієм Непомнящим на 2 роки. 13 квітня 2016 року президент клубу Сергій Жвачкін прийняв відставку Валерія Непомнящего з поста головного тренера команди: "«Як губернатор і президент футбольного клубу я подякував Валерію Кузьмовичу за роботу. І в 2008-му, і в 2014-му він підключався до тренерської роботи в непростий для „Томі“ час, буквально рятував нашу команду»".

## Досягнення

### Командні
Пучхон Юкон
- Володар Кубка Корейської Ліги: 1996
- Фіналіст Кубка Корейської Ліги: 1998, 1998 (додатковий турнір)

Санфрече Хіросіма
- Бронзовий призер Чемпіонату Японії: 2001

Шанхай Шеньхуа
- Срібний призер Чемпіонату Китаю: 2005
- Бронзовий призер Чемпіонату Східної Азії: 2005

Пахтакор
- Чемпіон Узбекистану: 2006[15]
- Володар Кубку Узбекистану: 2006[16]

Том
- Бронзовий призер Першості ФНЛ: 2015/16[17]
- Фіналіст Кубка ФНЛ: 2015

### Особисті
- Приз «За внесок у розвиток південнокорейського футболу»: 1996
- Кращий тренер року в Китаї: 2000

## Звання і нагороди
- Заслужений тренер Туркменської РСР (1990)[18]
- Орден Почесного легіону (Камерун, 1990)
- Відзнака «За заслуги перед Томською областю» (2010)